# Eric San Juan
Eric San Juan (* 1973) ist ein US-amerikanischer Schriftsteller, der in New Jersey lebt.

## Werk
Eine Kurzgeschichte von Eric San Juan wurde 2009 im Boston Literary Magazine unter dem Titel Storms veröffentlicht.
Als Buchautor hat er unter anderem den humoristischen Eheratgeber Stuff Every Husband Should Know (2011) verfasst. Mit Breaking Down Breaking Bad (2013) und Dissecting the Walking Dead (2015) hat er Analysen der wichtigsten Charaktere und Handlungsstränge der Fernsehserien Breaking Bad und The Walking Dead geschaffen. Als Koautor wirkte er unter anderem an Geek Wisdom (2011) und Hitchcock's Villains (2013) mit. San Juan arbeitet zudem an einer Comic-Anthologie unter dem Titel Pitched!, von der bis September 2015 zwei Bände erschienen sind.
In der Onlineausgabe des alternativen Stadtmagazins Philadelphia Weekly schreibt San Juan eine Kolumne zum Thema „Bier“ und ist als freier Mitarbeiter für mehrere Nachrichtenmagazine und Blogs tätig.

## Privates
Eric San Juan ist verheiratet und hat einen Sohn. Er lebt mit seiner Familie im Bundesstaat New Jersey.

## Veröffentlichungen (Auswahl)
- 2015: Stuff Every Groom Should Know. Quirk Books. ISBN 978-1-59474-797-7
- 2013: Hitchcock's Villains: Murderers, Maniacs, and Mother Issues. Scarecrow Press. ISBN 978-0810887756 (mit Jim McDevitt)
- 2011: Stuff Every Husband Should Know. Quirk Books. ISBN 978-1594744976
- 2011: Geek Wisdom: The Sacred Teachings of Nerd Culture. Quirk Books. ISBN  978-1594745270 (mit N. K. Jemisin u. a.; Hrsg.:  Stephen S. Segal)
- 2009: A Year of Hitchcock: 52 Weeks with the Master of Suspense. Scarecrow Press. ISBN 978-0810863880 (mit Jim McDevitt)

### Im Selbstverlag
- 2015: Dissecting the Walking Dead: Slicing into the themes of the hottest show on TV. CreateSpace.com. ISBN 978-1519163837
- 2015: Celebrating Mad Men: Your Unofficial Guide to What Makes the Show and Its Characters Tick. CreateSpace.com. ISBN 978-1512301656
- 2013: Breaking Down Breaking Bad: Unpeeling the Layers of Television's Greatest Drama. CreateSpace.com. ISBN 978-1493729999
- 2011: Lakehurst: Barrens, Blimps & Barons: The True Tale of a Pine Barrens Town. CreateSpace.com. ISBN 978-1467913904